# تايم كرايسس: بروجكت تايتن
تايم كرايسس: بروجكت تايتن (بالإنجليزية: Time Crisis: Project Titan)‏، هي إحدى الأجزاء الفرعية لسلسلة ألعاب الشوتم أب تايم كرايسس، التي طورتها وأصدرتها نامكو في المتاجر عام 2001 لجهاز بلاي ستيشن.